# Kyle Walker
Kyle Andrew Walker (ur. 28 maja 1990 w Sheffield) – angielski piłkarz, występujący na pozycji obrońcy, reprezentant Anglii. Srebrny medalista Mistrzostw Europy 2020 i 2024. Uczestnik Mistrzostw Świata 2018 i 2022 oraz Mistrzostw Europy 2016.
Wychowanek Sheffield United, w swojej karierze grał również w takich zespołach jak Northampton Town, Tottenham Hotspur, Queens Park Rangers oraz Aston Villa.

## Sukcesy

### Queens Park Rangers
- Championship: 2010/11

### Manchester City
- Mistrzostwo Anglii: 2017/18, 2018/19, 2020/21, 2021/22, 2022/23, 2023/2024
- Puchar Anglii: 2018/19, 2022/23
- Puchar Ligi Angielskiej: 2017/18, 2018/19, 2019/20, 2020/21
- Tarcza Wspólnoty: 2018, 2019
- Liga Mistrzów UEFA: 2022/23

### Reprezentacyjne
- 3. miejsce w Lidze Narodów UEFA: 2018/2019
- Wicemistrzostwo Europy U-19: 2009
- Wicemistrzostwo Europy: 2020, 2024

### Indywidualne
- Drużyna turnieju Mistrzostw Europy U-21: 2011
- Młody piłkarz roku w Premier League według PFA: 2011/12
- Drużyna Roku w Premier League według PFA: 2011/12, 2016/17, 2017/18